# حميد بن قحطبة
حميد بن قحطبة بن شبيب الطائي (ت. 159 هـ/776م) من القادة العسكريين العباسيين. ولي إمارة الجزيرة ثم إمارة مصر سنة 143 هـ، ووجه لغزو أرمينية سنة 148 هـ، ولغزو كابل سنة 152 هـ، ثم جعل أميراً على خراسان فأقام فيها إلى أن مات .

## نسبه
اسمه زياد بْن شبيب بْن خالد بْن معدان بْن شمس بْن قيس بْن كلب بْن سعد بْن عمرو بْن غنم بْن مالك بْن سعد بْن نبهان بْن ثعل بْن عمرو بْن الغوث بْن طيء ، ويقال : ابن سعد بْن عمرو بْن الصامت بْن غنم بْن مالك بْن سعد بْن نبهان الطائي.

## سيرته
حميد كان ابناً لقحطبة بن شبيب الطائي، الذي قاد مع أبو مسلم الخراساني الثورة العباسية التي أطاحت بالخلافة الأموية. ومع أخيه الحسن، نشط حميد في الدعوة العباسية في خراسان في الأعوام السابقة للثورة، عاملاً كـنقيب.
بعد الثورة، لازم حميد والي الشام، عبد الله بن علي، بل وانضم إليه حين تمرد على الخليفة المنصور (حكم 754–775) في 754. إلا أنه سرعان ما ندم على قراره، وفر من معسكر عبد الله قبل هزيمته النهائية. وبالرغم من ذلك، فقد عهد إليه المنصور بمنصب الولاية، أولاً في الجزيرة (754/55)، حيث واجه تمرداً عاتياً من الخوارج.

## ولايته على مصر
في يوم الجمعة الخامس من رمضان عام 143هـ (761م) دخل حميد بن قحطبة مصر والياً عليها بأمر الخليفة العباسي أبو جعفر المنصور في عشرين ألفا من الجند. هو حميد بن قحطبة بن شبيب بن خالد بن معدان الطائي أمير مصر. يعود نسبه إلى قبيلة طيء العربية. وليها من قبل الخليفة أبي جعفر المنصور بعد عزل محمد بن الأشعث واستمرت ولايته على مصر سنة واحدة وشهرين إلا أياماً.
جمع له أبو جعفر المنصور صلاة مصر وخراجها معاً فجعل على الشرطة محمد بن معاوية بن بحير، ثم ورد عليه عسكر آخر من قبل الخليفة لغزو أفريقية فجهز حميد العساكر وجعل عليهم أبا الأحوص العبدي، وكان العسكر ستة آلاف فارس. فتوجه أبو الأحوص بمن معه من العساكر حتى التقى مع أبي الخطاب الأنماطي ببرقة فتقاتلا فانهزم أبو الأحوص بمن معه إلى جهة الديار المصرية.
فخرج حميد بن قحطبة بنفسه حتى وصل إلى برقة والتقى مع أبي الخطاب المذكور فقاتله حتى هزمه وقتل أبا الخطاب المذكور وجماعة من أصحابه ثم عاد إلى مصر منصوراً.
وفي عهده قدم إلى مصر علي بن محمد بن عبد الله بن الحسن بن الحسن بن علي بن أبي طالب داعية لأبيه وعمه فذكر ذلك لحميد فقال: هذا كذب، ودس اليه أن تغيب ثم بعث إليه من الغد فلم يجده فكتب بذلك إلى أبي جعفر المنصور فعزل حميداً وسخط عليه في ذي القعدة سنة 144هـ وولى يزيد بن حاتم بن قبيصة بن المهلب بن أبي صفرة فظهرت دعوة بني حسن بن علي بمصر وتكلم الناس بها وبايع كثير منهم لعلي بن محمد بن عبد الله، وهو أول علويّ قدم مصر.
خرج حميد بن قحطبة من مصر في ذي القعدة سنة 144هـ (762م)، وكانت ولايته على مصر سنة واحدة وشهرين إلا أياماً. ولما خرج حميد بن قحطبة المذكور من مصر توجه إلى الخليفة أبي جعفر المنصور فأكرمه الخليفة وجعله من جملة أمرائه.

## اخماد ثورة محمد النفس الزكية
وفي 762/63 عمل تحت قيادة عيسى بن موسى في إخماد تمرد محمد النفس الزكية. وبعد ثلاث سنوات، عـُيـِّن على أرمينية.

## ولايته على خراسان
وفي 151 هـ / 768، عـُيـِّن والياً على خراسان، واستمر والياً على خراسان حتى وفاته في 159 هـ / 776. وقد خلفه لفترة قصيرة ابنه عبد الله الذي لعب دوراً رئيسياً في الحرب الأهلية المسماة الفتنة الرابعة، ثم ما لبث أن خلفه معاذ بن مسلم. ومثل معظم العائلات العباسية القديمة، فقد فقدوا السلطة، إلا أنهم ظلوا أثرياء، بعد انتصار المأمون في الحرب الأهلية.